# Primera División Andaluza de Baloncesto 2013-14
La temporada 2013-2014 será la competición de la Primera División Andaluza de Baloncesto que dure entre la segunda mitad del año 2013 y la primera mitad del 2014. La competición acogerá a equipos de Andalucía, ya sean mantenidos de la temporada pasada, descendidos de la Liga EBA o ascendidos de la Liga Provincial.